# Janusz Szweycer

Zadora – herb Szweycerów.

Janusz Szweycer, także Janusz Szwejcer, właśc. Janusz Wincenty Piotr Szweycer herbu Zadora (ur. 30 lipca 1876 w Rzeczycy, zm. 12 listopada 1959 w Poznaniu) – szlachcic, ziemianin, założyciel miasta ogrodu Kolumna, właściciel dóbr miasto Łask, członek Rady Stanu, Radca Towarzystwa Kredytowego Ziemskiego, przewodniczący Sekcji Rolnej Głównego Komitetu Obywatelskiego w Łodzi.

## Życiorys
W 1896 rozpoczął studia na Uniwersytecie Warszawskim, lecz został z niego usunięty ze względu na działalność patriotyczną. Studia ukończył w 1899 na Uniwersytecie Rolniczym w Berlinie, kończąc specjalizację związaną z technologią rolno spożywczą. W 1900 został dzierżawcą majątku Rzeczyca (należącego do jego ojca), obejmującego folwarki: Glina, Paulinów, Kawęczyn, Lubocz i Bartoszówka o powierzchni powyżej 2500 ha. Przez około 10 lat prowadził gospodarstwo, produkując ziemniaki dla 2 gorzelni.
Janusz Szweycer utrzymywał 2 ochronki organizujące tajne nauczanie dla dzieci służby oraz chłopów. Swoją służbę zapisał do kasy emerytalnej, zapewniając darmową i stałą opiekę lekarską. W powiecie rawskim założył Koło Porad Sąsiedzkich, będącym jednym z pierwszych w Polsce, w Rzeczycy zaś Rolniczą Spółkę Chłopską, której utworzenie przyczyniło się do: komasacji, likwidacji pastwisk wspólnych z dworem, wspólną naprawdę dróg, a także zainicjowanie powstania Ochotniczej Straży Pożarnej w Rzeczycy. W latach 1901–1903 uczestniczył w działalności Sekcji Rolnej przy Warszawskim Towarzystwie Popierania Przemysłu i Handlu. Z ojcem sporządził memoriały: „O potrzebie zakładania hipotek włościańskich”, „O zabezpieczeniu starości pracownikom rolnym”, „O formie organizacji ziemian w oparciu o wzory ziemstw w Rosji”.
W 1905 został członkiem Komisji dla podwyższenia płac i ordynarii dla pracowników rolnych, jednocześnie realizując te idee w swoich dobrach, w związku z czym jego pracownicy nie przystąpili do serii strajków rolnych obejmujących Królestwo Polskie. Jesienią 1905 po ogłoszeniu manifestu październikowego organizował manifestacje patriotyczne w Tomaszowie Mazowieckim, Rawie Mazowieckiej i Krzemienicy, w związku z czym został skazany na karę 3 miesięcy pozbawienia wolności. W 1908 został Radcą Dyrekcji Głównej Towarzystwa Kredytowego Ziemskiego, działając na tym stanowisko przez ponad 20 lat. W 1909 od ojca otrzymał miasto Łask, obejmujące 11 folwarków (5500 ha), które prowadził do 1939, w tym czasie budując tartak w Kolumnie, gorzelnię we Wronowicach, tworząc szkółki drzew owocowych w Woli Łaskiej i szkółki drzew ozdobnych w Poleszynie. Ponadto drenował folwarki, zakładał stawy rybne. W Łasku i Woli Łaskiej ograniczył rolnictwo do sadów owocowych.

### Okres I wojny światowej
W trakcie I wojny światowej wspierał ideę legionową oraz współpracował z Władysławem Sikorskim i Kazimierzem Sosnkowskim, przyjmując ich u siebie w domu. Od 1915 był przewodniczącym Sekcji Rolnej działającej przy Głównym Komitecie Obywatelskim w Łodzi, pełniącym formę władzy obywatelskiej, po wycofaniu się administracji rosyjskiej z miasta.
W latach 1917–1918 Szweycer wybudował eklektyczny dworek w Ostrowie wg projektu Romualda Gutta. W 1918 został członkiem Rady Stanu z okręgu łódzkiego, w której działał jako członek komisji rolnej. W listopadzie 1918 w wyniku prośby gen. Tadeusza Rozwadowskiego utworzył oddział kawalerii dla 2 pułku ułanów w Kaliszu (do którego sam wstąpił), zaopatrując go w konie, siodła i mundury. Do czasu przebycia hiszpanki, przez pół roku służył jako ułan w sformowanym przez siebie pułku, następnie powrócił do domu.

### Okres międzywojenny
Od 1920 działał jako powiatowy komendant Straży Obywatelskiej oraz utworzył pluton dla 203 pułku ułanów. Po wojnie Szweycer działał również w Okręgowym Towarzystwie Rolniczym w Łodzi.
Janusz Szweycer w latach 20. XX w. działał też jako prezes Koła Porad Sąsiedzkich, prezes wojewódzki Stronnictwa Chrześcijańsko-Rolniczego (późniejszego Stronnictwa Zachowawczego) oraz prezes diecezjalnej Akcji Katolickiej.
W 1925 wydzielił ze swoich dóbr 113 hektarów, przeznaczając je na realizację miasta-ogrodu o nazwie Las – Kolumna, głównie dla mieszkańców Łodzi i Pabianic, na bazie popularnej w tym czasie koncepcji miejscowości letniskowych w oparciu ideę tego rodzaju miejscowości Anglika – Ebenezera Howarda. Osada miała powstać przy istniejącej linii kolejowej Łódź – Kalisz. Dodatkowym elementem za realizacją tego zamysłu była Jego nadzieja na realizację jeszcze przedwojennej koncepcji przedłużenia podmiejskiej linii tramwajowej (vel kolejki dojazdowej; z Łodzi do Pabianic) z Pabianic do Zduńskiej Woli (przez Łask) i ewentualnie do Sieradza przez Łódzkie Wąskotorowe Elektryczne Koleje Dojazdowe; ŁWEKD. Plan nie doczekał się realizacji z powodu innych niż poprzednie warunków ekonomicznych po wojnie; również z powodu konkurencji licznych drobnych przedsiębiorstw komunikacji autobusowej na tej trasie. Tym niemniej ŁWEKD uruchomiły 20 VII 1934 stałą komunikację autobusową do Sieradza. Tak więc miejscowość w okresie międzywojennym miała liczne i zróżnicowane połączenia z Łodzią. 
Podział działek nowej miejscowości został dokonany w latach 1928–1929 przez architekta Antoniego Jawornickiego. Wytyczył on rynek, działki pod szkołę, kościół, pocztę i przystanek kolejowy. Koszty realizacji przedsięwzięcia pokrył częściowo Janusz Szweycer, budując stację kolejową i pocztę, a także przekazując tereny na realizację m.in.: kościoła, plebanii, rynku i parku oraz na inne cele publiczne. Do realizacji części z nich powołał Towarzystwo Miłośników Miasta Lasu – Kolumna, któremu przekazał parcele i które przeprowadziło inwestycje w infrastrukturę rekreacyjną – wzniesiono m.in. korty tenisowe, sklepy, restauracje, kąpielisko, szkołę, straż pożarną oraz elektrownię. W krótkim okresie od założenia Kolumny powstało 30 pensjonatów i około 160 domów letniskowych, a miejscowość stała się popularnym kurortem letniskowym wśród łodzian i pabianiczan.

### Okres II wojny światowej i po niej
Na początku II wojny światowej Janusz Szweycer stracił dwóch synów: Stanisława oraz Zbigniewa. W październiku 1939 został aresztowany i uwięziony w obozie przejściowym na Radogoszczu, w ramach dużej akcji łódzkiego gestapo skierowanej przeciwko inteligencji Łodzi i okolic (tzw. Intelligenzaktion). Został uwolniony po 4 miesiącach, po czym przeniósł się z żoną do Warszawy, gdzie mieszkał do powstania warszawskiego.
Po zakończeniu II wojny światowej w 1945 zamieszkał w Poznaniu, gdzie podjął przerwane niegdyś studia historyczne na Uniwersytecie Poznańskim i ukończył je z tytułem magistra w wieku 78 lat. W związku ze znajomością łaciny i paleografii łacińskiej współpracował z profesorem Gerardem Labudą wspierając go w odczytywaniu średniowiecznych dokumentów. Ponadto działał w Polskim Towarzystwie Historycznym i Polskim Związku Zachodnim.

## Życie prywatne
Janusz Szweycer wywodził się z rodziny ziemiańskiej. Jego rodzicami byli: Michał Teofil Adam Szweycer h. Zadora (1843–1919) i Eufemia Suska z Giżyc h. Pomian (1854–1937). Żoną była zaś Maria Benigna Antonilla Dzik-Kożuchowska z Kożuchowa h. Doliwa (1885–1967), z którą miał siedmioro dzieci:
- Andrzeja (1912–1990), docenta doktora habilitowanego Akademii Rolniczej w Poznaniu,
- Stanisława (1913–1939), podchorążego 1 pułku ułanów, który poległ w walce z Niemcami we wsi Weliny–Ruś, odznaczonego pośmiertnie Krzyżem Virtuti Militari V klasy,
- Janinę Grupińską (1914–1994),
- Tomasza (1916–2008),
- Janusza (1918–2006),
- Zbigniewa (1920–1939), podchorążego 2 pułku ułanów, który poległ w bitwie z Niemcami w Woli Gułowskiej, odznaczonego pośmiertnie Krzyżem Virtuti Militari V klasy,
- Marię (1922–1996), zakonnicę w klasztorze Sacre Coeur, misjonarkę[2][1].

Dziadkiem Janusza Szweycera był Wincenty Szweycer, brat Michała Szweycera.
Janusz Szweycer zmarł w Poznaniu, lecz został pochowany na cmentarzu rzymskokatolickim w Łasku. W pogrzebie uczestniczyły władze miejskie wraz z pierwszym sekretarzem PZPR, a także lekarzem Żydem uratowanym przez Szweycera podczas II wojny światowej. Władze umożliwiły również mieszkańcom Łasku zamknięcie sklepów, by ci mogli uczestniczyć w pogrzebie.

## Odznaczenia
- Złoty Krzyż Zasługi – za działalność społeczną,
- Order Św. Grzegorza Wielkiego – za działalność w Kościele[2].